# Benny Lévy
Benny Lévy, più noto sotto lo pseudonimo di Pierre Victor (Il Cairo, 28 agosto 1945 – Gerusalemme, 15 ottobre 2003), è stato un filosofo e scrittore francese naturalizzato israeliano, tra i fondatori in Francia del movimento maoista.
Fu segretario di Jean-Paul Sartre dal settembre 1973 fino alla morte dello scrittore nel 1980.
Emigrato in Israele nel 1997, si stabilì a Gerusalemme dove fondò con Alain Finkielkraut e Bernard-Henri Lévy l'Institut d'études lévinassiennes, istituto di studi su Emmanuel Lévinas, che diresse fino alla morte nel 2003.

## Opere
- On a raison de se révolter (cofirmato, con lo pseudonimo di Pierre Victor, con Jean-Paul Sartre e Philippe Gavi), Gallimard, collana « La France sauvage », 1974.
- Le Nom de l'homme. Dialogue avec Sartre, Verdier, 1984.
- Le Logos et la Lettre. Philon d'Alexandrie en regard des pharisiens, Verdier, 1988.
- L'Espoir maintenant. Les entretiens de 1980 (con Jean-Paul Sartre), seguita da Mot de la fin, Verdier, 1991.
- Visage continu. La pensée du retour chez Emmanuel Lévinas, Verdier, 1998.
- Le Meurtre du Pasteur. Critique de la vision politique du monde, coed. Verdier-Grasset, collana Figures, 2002.
- Être juif. Étude lévinassienne, Verdier, 2003.
- La Confusion des temps, Verdier, 2004.
- La Cérémonie de la naissance, Verdier, 2005.
- Le Livre et les livres. Entretiens sur la laïcité (con Alain Finkielkraut), Verdier, 2006
- Pouvoir et Liberté, Verdier, 2007.
- Lévinas : Dieu et la philosophie (seminario a Gerusalemme, 1996-1997), Verdier (poche), 2009.

| Controllo di autorità | VIAF (EN) 27076673 · ISNI (EN) 0000 0001 0856 1089 · Europeana agent/base/145926 · LCCN (EN) n84186186 · GND (DE) 124752772 · BNE (ES) XX6478050 (data) · BNF (FR) cb120157970 (data) · J9U (EN, HE) 987007297980405171 · NDL (EN, JA) 001313930 |